# 大和田悠太
大和田 悠太（おおわだ ゆうた、1981年9月25日 - ）は、日本の俳優である。
神奈川県横浜市生まれ。桐朋学園芸術短期大学卒業。 株式会社TMエンタテインメント所属。東映の「次世代を担う俳優養成プロジェクト」（指導・石橋蓮司）で対象者3人の中のひとりに選ばれた。

## 人物・エピソード
幼少期、祖母の影響で始めた詩吟、中学生時代の放送委員長の経験などから、演劇に興味と楽しみを感じ、現・桐朋学園芸術短期大学演劇科に入学。その後、舞台を中心に自身のユニット企画やNAOーTA！プロデュース（作TARAKO）などに参加。
2008年東映「次世代を担う俳優養成プロジェクト」対象者3人の中の１人に選ばれ数々の東映作品に出演。2016年からは生放送J：COM横浜『デイリーニュース横浜』番組キャスター・生ナレーションを4年間務めレポーターやイベント司会も担当。ショートフィルムLife works Vol.11『ロカビリーさん』（脚本・監督：利重剛）で主演、引きこもりから立ち直る内気な青年を演じた。
声の出演では、NHKラジオ放送『朗読「となりの嫁・春の潮」』、FMシアター『夕凪の街　桜の国』『富士へ』『ブラザー・ラプソディー』『冬の曳航』、青春アドベンチャー『シンクホール』『優しい死神の飼い方』など。朗読劇『真昼の夕焼け』上演や朗読出演も近年は力を入れている。
野球チーム「横浜DeNAベイスターズ」の大ファン。音楽では「ずっと真夜中でいいのに。」の大ファン。神社や古代史好きから神社検定2級取得。

## 家族
父は俳優の大和田伸也。母は女優の五大路子。弟は俳優の大和田健介。叔父（伸也の弟）は俳優の大和田獏。義叔母は女優の岡江久美子。従妹（獏、久美子の実娘）は女優の大和田美帆。また、新横浜ラーメン博物館創業者で社長の岩岡洋志は叔父（路子の弟）である。
2014年に一般女性と結婚。

## 出演

### 映画
- 理由（2004年）
- 長州ファイブ（2006年）
- パッチギ! LOVE&PEACE（2007年）
- 劇場版 超・仮面ライダー電王&ディケイド NEOジェネレーションズ 鬼ヶ島の戦艦（2009年） - 釣り人役
- 今度は愛妻家（2010年）
- ナチュラル・ウーマン（2010年）
- 孤高のメス（2010年）
- 君が踊る、夏（2010年）
- ごくつま刑事（2010年）
- 手塚治虫のブッダ -赤い砂漠よ!美しく-（2011年） - 伝令役 ※声の出演
- はやぶさ 遥かなる帰還（2012年2月11日）
- 僕達急行 A列車で行こう（2012年3月24日）
- BUDDHA2 手塚治虫のブッダ -終わりなき旅-（2014年） - マハーナーマ役 ※声の出演[4]
- ふしぎな岬の物語（2014年10月11日）
- ショートフィルム 利重剛プロデュース LIFE WORKS vol.11ロカビリーさん（2015年10月31日）
- マリッジカウンセラー（2023年1月13日）-  川原直樹役

### 舞台
- REPLAY　NAO-TA! プロデュース（2007年 演出：永井寛孝 作：TARAKO）
- ribbon　NAO-TA! プロデュース（2008年 演出：中尾隆聖 作：TARAKO）
- 開港150周年 横浜大衆芸能史劇『猫、あるいは夢の女』 横浜夢座（2007年 原案構成：福田善之 脚本：嶽本あゆ美）
- ジャンジャン花月園 あの日、握りしめていた夢のコト・・ 横浜夢座（2010年 作：中島淳彦）※2011年再演
- Poco a Poco　NAO-TA! プロデュース（2011年 演出：中尾隆聖 作：TARAKO）
- 〜ドリームランドへの手紙〜俣野町700番地 夢の国 横浜夢座（2013年）
- 兄弟ノート　劇団ヨロタミ（2013年9月4日～9月8日
- おわりのつづき 劇団レトロノート(2015年11月18日～23日演出 :中村公平　作:小林佐千絵）
- ミュージカルしあわせのタネ（2018年11月9日～作:坂口理子 演出:増澤ノゾム）主演･新山誠役
- 劇団レトロノート『真新しい夜の下』（2019年9月3日～8日 演出 :中村公平 作:小林佐千絵）
- Hauptbahnhof Gleis9『回復』（2022年6月23日～27日　作･演出:金田一央紀）
- ネオゼネレイター・プロジェクト『Silent Blue~Farewell Song~』（2022年11/9(水)～13(日) 作・演出:大西一郎）

### テレビドラマ
- プレミアA 運命の舞台裏X 企業再生〜吉野家再建に賭けた男達（2003年、フジテレビ）
- 臨場 第4話（2009年10月15日、テレビ朝日）
- みこん六姉妹2（2008年3月3日 - 、テレビ朝日） - 吉井都夢役
- 警視庁捜査一課9係 第6話（2009年8月12日、テレビ朝日）
- 土曜ワイド劇場 新聞記者・鶴巻吾郎 天女伝説殺人事件（2009年8月29日、テレビ朝日）
- 浅見光彦シリーズ 第36作「鐘」（2010年1月8日、フジテレビ）
- 夏の恋は虹色に輝く 第4話（2010年8月9日、フジテレビ）
- 土曜ワイド劇場 100の資格を持つ女〜ふたりのバツイチ殺人捜査〜5（2011年10月15日、テレビ朝日） - 坂本刑事役
- 土曜ワイド劇場 デパート仕掛け人!天王寺珠美の殺人推理5（2012年8月25日、テレビ朝日）

### ラジオドラマ
- FMシアター （NHK-FM）
  - 夕凪の街　桜の国（2006年8月5日） - 石川凪生 役[5]
  - 富士へ（2007年5月26日） - 山小屋の若者 役[6]
  - ブラザー・ラプソディ（2016年3月19日）[7]
  - 冬の曳航（2017年1月14日）[8]
- 青春アドベンチャー （NHK-FM）
  - シンクホール（2021年1月18日 - 29日、全10回）[9]
  - 優しい死神の飼い方（2022年7月11日 - 22日、全10回） - 名城医師 役[10]
  - 『ストーリーボックス ザ・マネー』(1)(4)（2025年2月3日、6日）[11]
- 朗読 - 伊藤左千夫作品集 - 「隣の嫁」「春の潮」（2011年3月7日 - 25日、全15回、NHKラジオ第2）[12]

### CM
- 『ユーキャン 熱血サラリーマン編』2010年1月 -〜
- 『都道府県民共済　中身を見極める編』 2022年6月～
- 『JR東海　会いにいこうフルバージョン』  2023年2月〜
- 『サントリー　タコハイ　タコ派だよ篇』2024年3月〜

### ケーブルテレビ
- デイリーニュース横浜（毎週月・火・水担当　2016年4月 - J:COM）